# Università Campus Bio-Medico

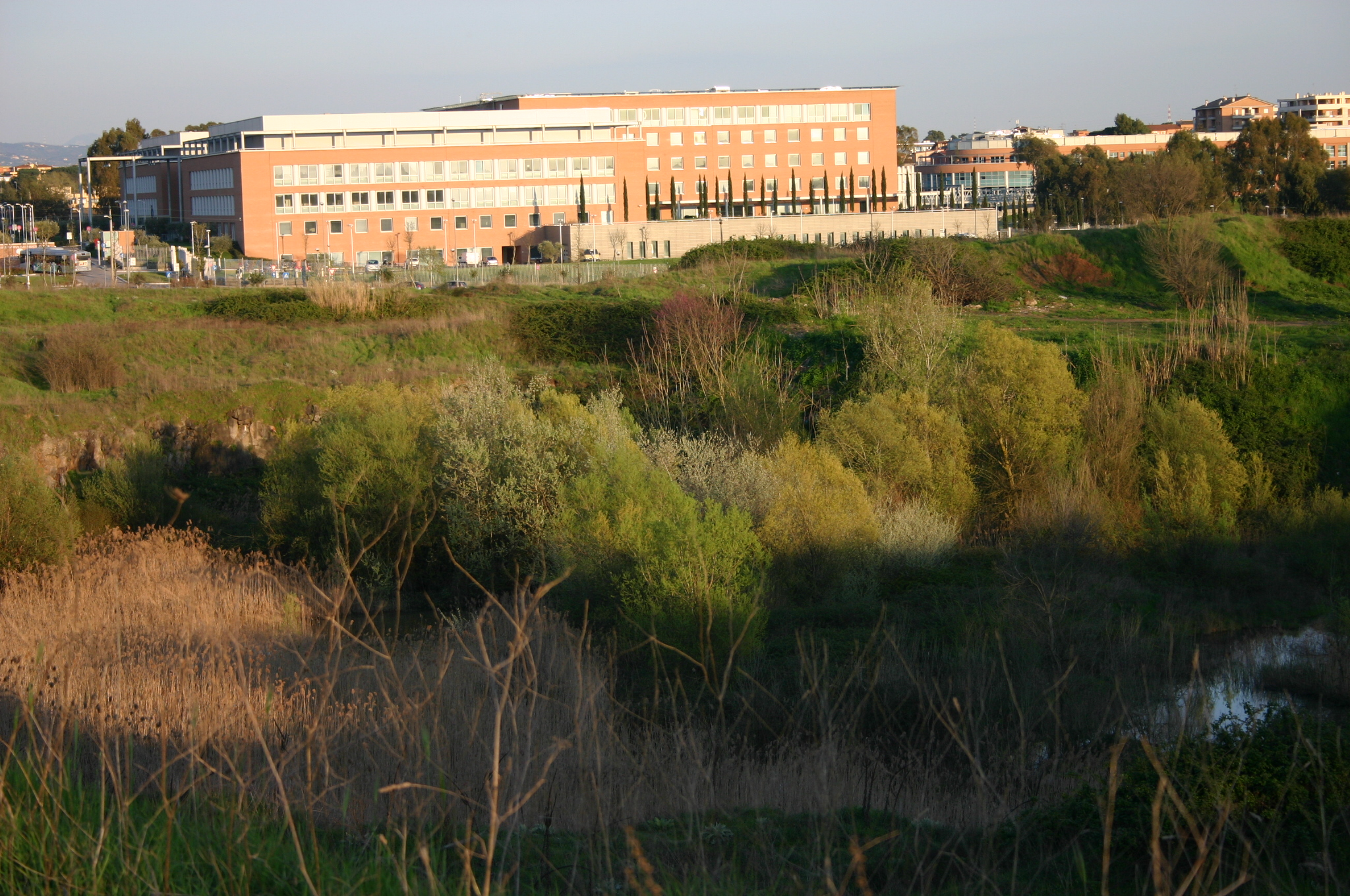
Policlinico Universitario Campus Bio-Medico visto dal Parco di Decima (2011)

Der Università Campus Bio-Medico (kurz: UCBM) ist eine italienische Privatuniversität in Trigoria, Rom.
Die UCBM ist eine gemeinnützige Hochschule, die 1993 gegründet und von Álvaro del Portillo nach den Grundsätzen der katholischen Prälatur Opus Dei gefördert wurde. Das Opus Dei unterstützt durch seine Aktivitäten im Bereich der Lehre und der spirituellen Bildung die Mission des Athenaeums, fördert seine christliche Identität und begleitet geistlich die Menschen, die dort arbeiten und dies wünschen.
Zudem wurde ein Universitätsklinikum „Policlinico Universitario Campus Bio-Medico“ eingerichtet.

## Fakultäten
- Faculty of Medicine and Surgery
- Faculty of Engineering
- Faculty of Science and Technology for Sustainable Development and One Health